# Guerra do Sono
Os participantes de Guerra do Sono, vão ter de fazer exames antidoping para provar que não tomaram estimulantes ou remédios antes da participação no jogo.
Produtos como cafeína e energéticos estão terminantemente proibidos, já que a intenção é colocar à prova a resistência dos jogadores ao sono.
O apresentador fez questão de ressaltar aos participantes, chamados pelo próprio apresentador de "Guerreiros do Bem" ,  que esta é a única guerra que tem como objetivo a diversão .
O programa foi exibido pela Rede Globo, como um quadro do programa "Caldeirão do Huck".